# Стара Некрасівка
Стара Некра́сівка — село Саф'янівської сільської громади в Ізмаїльському районі Одеської області України. Населення становило 3050 осіб станом на 2022 рік.

## Пам'ятки
Поблизу села є ландшафтний заказник місцевого значення Лунг.
В селі розташований найпівденніший пункт дуги Струве, яка занесена до списку об'єктів Світової спадщини ЮНЕСКО.

## Історія
12 червня 2020 року, відповідно до Розпорядження Кабінету Міністрів України від № 724-р «Про визначення адміністративних центрів та затвердження територій територіальних громад Одеської області», увійшло до складу Саф'янівської сільської територіальної громади.

19 липня 2020 року, в результаті адміністративно-територіальної реформи і ліквідації Ізмаїльського (1940  – 2020) району, село увійшло до складу новоутвореного Ізмаїльського району.

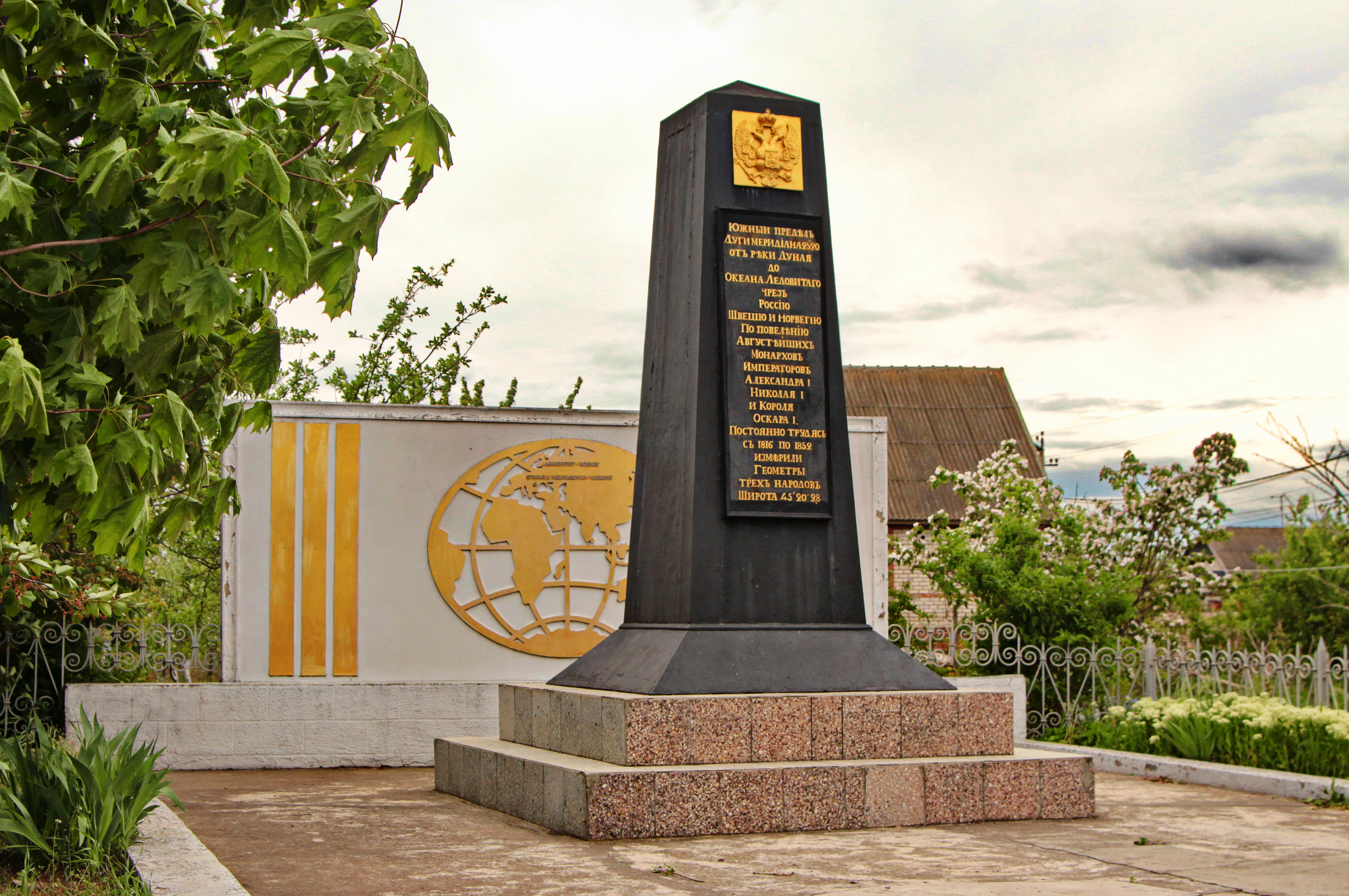
Найпівденніший пункт дуги Струве

## Населення
Згідно з переписом 1989 року населення села становило 2905 осіб, з яких 1351 чоловік та 1554 жінки.
За переписом населення 2001 року в селі мешкало 3029 осіб.

### Мова
Розподіл населення за рідною мовою за даними перепису 2001 року:
| Мова       | Відсоток |
| ---------- | -------- |
| російська  | 91,11 %  |
| українська | 5,18 %   |
| румунська  | 2 %      |
| болгарська | 1,41 %   |
| гагаузька  | 0,07 %   |
| німецька   | 0,03 %   |

Російською мовою спілкуються старообрядці-липовани, які складають більшість мешканців села.